# Just a Minute (sång)
Just a Minute (text & musik: Henrik Rongedal & Magnus Rongedal, musik: Amir Aly & Henrik Wikström) är en låt som framfördes i den svenska Melodifestivalen 2008 av tvillingbröderna Rongedal. Vid finalen i Globen den 15 mars 2008 kom låten på fjärde plats.

## Singeln
Singeln "Just a Minute" släpptes den 12 mars 2008, och låg som bäst på femte plats på den svenska singellistan. Under perioden 6 april-6 juli 2008 låg melodin på Svensktoppen, till en början på listans andra plats för att Gången därpå toppa listan. Därefter sjönk den för att sedan lämna listan.

### Låtlista
1. Just a Minute (radioversion)
2. Just a Minute (singbackversion)

### Listplaceringar
| Lista (2008) | Topplacering |
| ------------ | ------------ |
| Sverige      | 5            |